# The Hard Way (álbum de 213)
The Hard Way é o álbum de estreia do supergrupo de Hip Hop Estadunidense 213 formado pelos rapper's Snoop Dogg, Warren G e Nate Dogg. O álbum foi lançado oficialmente em 17 de Agosto de 2004, a partir de 16 de dezembro de 2004 o disco vendeu 500 mil unidades, que consiste em disco de ouro, de acordo com a TVT Records. O single "Groupie Luv" foi a única faixa a ser acompanhada por um vídeo, que foi dirigido por Chris Robinson. Em sua semana de estreia o álbum alcançou a quarta posição na Billboard 200.

## Antecedentes
O grupo foi formado originalmente no inicio dos anos 90 antes mesmo da ascensão meteórica da carreira dos três rapper's. Porém, após o álbum The Chronic de Dr. Dre no qual o grupo teve forte participação, os membros decidiram focar em suas carreiras a solo, onde tiveram grande êxito, como o álbum Doggystyle que vendeu aproximadamente oito milhões de cópias em todo o mundo, e Tha Doggfather ambos de Snoop Doggy Dogg, e ainda Regulate...G Funk Era de Warren G, do qual foi extraído o single Regulate em dueto com Nate Dogg, que alcançou a segunda posição na Billboard Hot 100.

## Lançamento e promoção
O disco foi lançado em 17 de agosto de 2004, pelas editoras discográficas Doggystyle Records e TVT Records, tendo dois singles oficiais lançados para a sua promoção, sendo eles So Fly e Groupie Luv. O álbum foi lançado três meses antes do R&G (Rhythm & Gangsta): The Masterpiece de Snoop, que teve grande sucesso graças ao single Drop It Like It's Hot que foi certificado como platina tripla.

## Composição e influências
O álbum foi na sua maior parte escrito pelos próprios membros, e tendo a produção de artistas como Fredwreck, Hi-Tek, Quaze, B Sharp, Battlecat, Tha Chill, Kanye West, DJ Pooh, Nottz, Josef, Missy Elliott, Lil' Half Dead entre outros. Diferentemente dos outros discos recentes dos artistas que tinha como foco principal o Hip Hop, "The Hard Way" se notabilizou pela grande influencia do G-Funk, ritmo no qual os artistas começaram as suas carreiras, e o qual os levaram a fama. 

## Recepção
| Críticas profissionais | Críticas profissionais |
| Avaliações da crítica  | Avaliações da crítica  |
| Fonte                  | Avaliação              |
| ---------------------- | ---------------------- |
| allmusic               | [ 7 ]                  |
| Rolling Stone          | [ 8 ]                  |
| Stylus Magazine        | (C)                    |
| VIBE                   | [ 10 ]                 |
| USA Today              | [ 11 ]                 |
| Entertainment Weekly   | (C+)                   |
| HipHopDX.com           | [ 13 ]                 |
| RapReviews.com         | (5.5/10)               |
| Artist Direct          | [ 15 ]                 |

### Avaliação da crítica
Após seu lançamento The Hard Way teve críticas geralmente favoráveis dos críticos da musica, recebendo quatro estrelas de cinco possíveis pelo portal musical Allmusic, mesma avaliação feita pelo site USA Today.

### Desempenho comercial
O álbum estreou na quarta posição na Billboard 200 com vendas próximas a 100 mil copias na primeira semana. Alcançando ainda a primeira posição na Billboard R&B/Hip-Hop Albums,  e na Independent Albums da Billboard
 Fora dos seu paiís de origem o álbum teve bom desempenho na Canadian Albums do Canadá a onde alcançou a terceira posição. Na Europa o disco alcançou as paradas Suiça, Nova Zelândia, Austrália, Bélgica, Alemanha e Holanda.

## Singles
- "Fly" foi lançado como o primeiro single oficial de The Hard Way em 6 de Julho de 2004. este single teve desempenho comercial mediano, alcançando posições em diversas paradas musicais da Billboard, mais sem muito destaque.
- "Groupie Luv" foi o segundo e ultimo single do álbum, teve desempenho melhor que o anterior, alcançando a posição 26 na Hot 100 da Billboard,[20] e ainda a posição 39 na Australian Singles Chart da Austrália,[21] e a 16 na RIANZ da Nova Zelândia.[22]

## Faixas
| N.º | Título                                                 | Duração |  |
| 1.  | "Intro"                                                | 1:49    |  |
| 2.  | "Twist Yo Body"                                        | 3:28    |  |
| 3.  | "Absolutely"                                           | 4:00    |  |
| 4.  | "Keep It Gangsta"                                      | 4:36    |  |
| 5.  | "Run On Up"                                            | 3:33    |  |
| 6.  | "Groupie Luv"                                          | 3:52    |  |
| 7.  | "Lonely Girl"                                          | 4:04    |  |
| 8.  | "Another Summer"                                       | 4:12    |  |
| 9.  | "213 tha Gangsta Clicc"                                | 3:52    |  |
| 10. | "Gotta Find a Way"                                     | 3:25    |  |
| 11. | "Ups & Downs"                                          | 3:55    |  |
| 12. | "Joysticc"                                             | 4:48    |  |
| 13. | "Rick James" (interlúdio performado por Dave Chapelle) | 0:36    |  |
| 14. | "Mary Jane"                                            | 3:48    |  |
| 15. | "MLK"                                                  | 3:44    |  |
| 16. | "Lil Girl"                                             | 3:19    |  |
| 17. | "My Dirty Ho"                                          | 4:12    |  |
| 18. | "Appreciation"                                         | 4:06    |  |
| 19. | "So Fly"                                               | 4:07    |  |

| Faixa bônus na Europa |                            |         |  |
| N.º                   | Título                     | Duração |  |
| 20.                   | "Whistle While You Hustle" | 2:35    |  |